# Iglesia de San Bartolomé (Campo de Mirra)
La iglesia de San Bartolomé es una iglesia situada sobre un montículo en el municipio de Campo de Mirra, Alicante, España.
La planta de esta iglesia es de cruz latina y su nave se encuentra cubierta por bóveda de cañón. Su decoración interior es escasa, pero destacan su tres altares del crucero y presbiterio, el piso antiguo, las pilastras de la nave y la cúpula sobre tambor de gran tamaño.